# 納斯維森格拉本河 (阿爾特米爾河支流)
49°5′9.43″N 10°46′30″E / 49.0859528°N 10.77500°E
納斯維森格拉本河是德國的河流，位於該國東南部，由巴伐利亞負責管轄，屬於阿爾特米爾河的支流，河道全長1.2公里，流經魏森堡-貢岑豪森縣。